# 土方工程

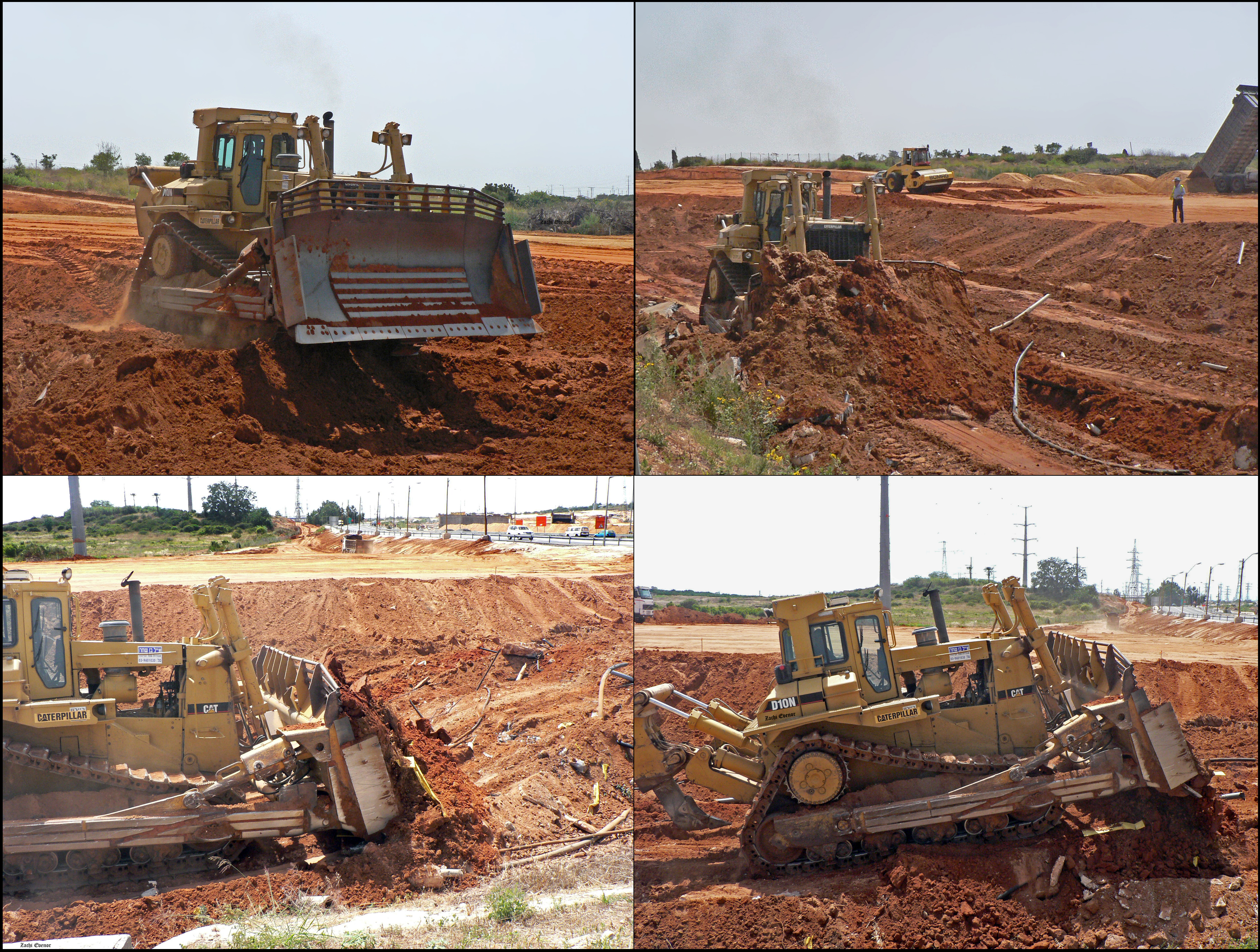
卡特彼勒D10推土機正在工作

土方工程是指人們為平整、處置土壤以及未成形的岩石而進行的工程。土方工程的施工有土的开挖或爆破、运输、填筑、平整和压实等过程。工业与民用建筑工程施工中常见的土方工程有场地平整、基坑、基槽与管沟的开挖、人防工程及地下建筑物的土方开挖、路基填土及碾压等。